# Баррем
Барре́м (фр. Barrême) — коммуна во Франции, находится в регионе Прованс — Альпы — Лазурный Берег. Департамент коммуны — Альпы Верхнего Прованса. Административный центр кантона Баррем. Округ коммуны — Динь-ле-Бен.
Код INSEE коммуны — 04022.

## Население
Население коммуны на 2008 год составляло 481 человек.
| 1962 | 1968 | 1975 | 1982 | 1990 | 1999 | 2008 |
| ---- | ---- | ---- | ---- | ---- | ---- | ---- |
| 514  | 510  | 435  | 421  | 473  | 433  | 481  |

## Экономика
В 2007 году среди 298 человек в трудоспособном возрасте (15—64 лет) 216 были экономически активными, 82 — неактивными (показатель активности — 72,5 %, в 1999 году было 68,8 %). Из 216 активных работали 185 человек (103 мужчины и 82 женщины), безработных было 31 (11 мужчин и 20 женщин). Среди 82 неактивных 16 человек были учениками или студентами, 34 — пенсионерами, 32 были неактивными по другим причинам.